# 汪洪清
汪洪清（1911年—1990年），中国人民解放军将领、中国人民解放军开国少将。
曾任河南军区商丘军分区司令员。1955年，授予中国人民解放军少将。